# Akácie arabská
Akácie arabská neboli akácie nilská (Acacia nilotica) je až 12 metrů vysoký listnatý strom, rostoucí na většině území Afriky, Arábie a jižní Asie, na východ po Barmu. Přirozené prostředí je savana a polosuchá buš s mírnými srážkami, většinou v otevřených formacích, na písčitých až těžkých jílovitých půdách. V období sucha je opadavý.

## Využití a popis
Listy a lusky tohoto trnitého stromu spásají býložravci, v Africe zejména žirafy. Pro člověka má široké možnosti využití. Pryskyřice získávaná z kůry je jedním ze zdrojů komerčně vyráběné arabské gumy, používané při výrobě léčiv, tiskařské barvy a lepidel. Z tuhého dřeva se vyrábí násady k nářadí, sloupky plotů a palivové dříví. Kůra a lusky se používají k vydělávání kůže a z taninu se vyrábí inkoust. Větve mají párové trny a dvakrát zpeřené listy jsou složené z drobných lístků. Kulovitá květenství žlutých vonných květů se objevují v létě. Po nich následují dlouhé korálkovité lusky.